# (8874) Showashinzan
(8874) Showashinzan est un astéroïde de la ceinture principale.

## Description
(8874) Showashinzan est un astéroïde de la ceinture principale. Il fut découvert le 26 octobre 1992 à Kitami par Kin Endate et Kazuro Watanabe. Il présente une orbite caractérisée par un demi-grand axe de 2,26 UA, une excentricité de 0,19 et une inclinaison de 5,2° par rapport à l'écliptique.

## Compléments